# Конвой №4304
Конвой № 4304 — японський конвой часів Другої світової війни, проведення якого відбувалось у березні 1944-го.
Вихідним пунктом конвою був атол Трук у центральній частині Каролінських островів, де ще до війни створили головну базу японського ВМФ у Океанії. 17—18 лютого 1944-го вона була розгромлена внаслідок потужного рейду американського авіаносного з'єднання, після чого припинилось курсування конвоїв між цією базою та Токійською затокою. Втім, у наступні кілька місяців (поки союзники не атакували Маріанські острови, що залишало Трук у їх глибокому тилу) японці ще провели кілька конвоїв до/з Труку, проте тепер вони курсували за коротким маршрутом з/до Маріанських островів.
Одним з таких конвоїв став № 4304, який вийшов у море 6 березня 1944-го. До нього увійшли транспорти «Уракамі-Мару», «Сіране-Мару» (Shirane Maru), «Джузан-Мару» (Juzan Maru) і «Аваджі-Мару» (Awaji Maru). Охорону забезпечували кайбокани (фрегати) «Амакуса» та «Мікура» і тральщик W-21. Існують відомості про певну участь в охороні мисливця за підводними човнами CH-33, що того ж 6 березня рушив з Труку до Палау (західні Каролінські острови).
7 березня 1944-го ескорт підсилили мисливцями за підводними човнами CH-14 та CH-51, які вийшли з Тітідзіми (острови Огасавара) ще 3 березня. Хоча поблизу Труку та Маріанських островів традиційно патрулювали американські підводні човни, проходження конвою № 4304 відбулось успішно і 10 березня він без втрат досягнув острова Сайпан.